# Caius Staienus
Caius Staienus (sok kiadásban Stalenus; ? - Kr. e. 1. század) római politikus volt, akit Cicero néhány beszédéből ismerünk. Kr. e. 74-ben Oppianicus perének számos bírájának egyike volt, és állítólag a vádlott lefizette őt, azonban mégis ellene ítélt, amikor a vádló, Cluentius – Cicero cliense – még nagyobb összeggel vesztegette meg. Cicero Kr. e. 66-ban, Cluentius mellett mondott beszédében, cliensét mentegetve hosszasan elidőzött azon, hogy Oppianicus megvesztegette Staienust, akit egyenesen a vádlott ügynökének titulált, akinek a bírák lefizetése volt a feladata. A szónok szerint Staienus szánalmas, alacsony sorból származó, hitvány alak volt, aki azt tettette magáról, hogy az Aelia nemzetség Paetus családjába adoptálták az Aelius Ligurok közül, mivel a Ligur név liguriai származására emlékeztette – noha valójában egyik család tagja sem volt. Cicero Staienus szónoki képességeit lekicsinyelte túlzott erőszakossága és vehemenciája miatt, elismerve, hogy mégis elegendő népszerűséget szerzett számára ahhoz, hogy tisztségeket vállaljon; sőt még azután sem ítélték el hazaárulás vádjával, hogy quaestorként fellázította katonáit.